# 1743 en France
Chronologie de la France
- 1739
- 1740
- 1741
- 1742
- 1743
- 1744
- 1745
- 1746
- 1747

Cette page concerne l’année 1743 du calendrier grégorien.

## Événements
- 7 janvier : lettres patentes qui confirment un traité fait le 31 décembre 1742 entre les commissaires du roi et les députés des états de Languedoc pour un emprunt de trois millions de livres[1].
- 8 janvier : le comte d’Argenson devient secrétaire d’État de la Guerre au décès du marquis de Breteuil[2].
- 10 janvier : ordonnance pour la levée de 18 000 hommes de milice dans la ville et faubourgs de Paris[3]. C’est l’origine du régiment de Paris.
- 29 janvier : à la mort de Fleury, Louis XV, âgé de 33 ans, décide d’exercer personnellement toutes les charges du pouvoir souverain[2]. Le parti belliciste (Tencin, Noailles, Argenson) prend le dessus jusqu’en 1756-1757.
- Janvier : établissement d’une nouvelle loterie royale au capital de neuf millions de livres. Le succès est considérable et Orry procède à deux autres émissions en février (9 millions) et le 5 novembre (15 millions)[4].

- 17 février : déclaration créant 600 000 livres de rentes perpétuelles sur la ferme générale des postes à 5 %[3].

- 10 mars : Noailles devient ministre d’État[2].
- Mars : épidémie à Paris ; une maladie nouvelle que l’on appelle la grippe[5].

- 1er avril : Charles-Daniel Trudaine devient directeur général des Ponts et Chaussées[6].

- 13 juin : le roi pose la première pierre de la Cathédrale Saint-Louis de Versailles[7].
- 27 juin : défaite française à Dettingen contre l’armée britannico-hanovrienne[2].

- 10 juillet : appel de 36 000 miliciens à assembler entre le 15 octobre et le 1er novembre[8].

- 13 septembre : traité de Worms entre l’Autriche, la Grande-Bretagne, la Saxe, le Hanovre et le Piémont qui se donnent pour but la prise de l’Alsace, la Lorraine et des Trois-Évêchés à la France[9].
- 19 septembre : Mademoiselle Clairon fait ses débuts sur la scène de la Comédie-Française dans Phèdre[10].
- 13 octobre : arrêt supprimant les droits de sortie du royaume pour les tissus, effective au 1er novembre[11].
- 15 octobre : le bail des fermes générales est renouvelé au profit de Thibault la Ruë pour six ans à partir du 1er octobre 1744[12] (92 millions de livres[4]).

- 25 octobre : renouvellement du Pacte de famille entre les Bourbons[2].

- 3 décembre : augmentation de la taxe sur les boues et lanternes à Paris[13].
- 6 décembre : retour de l’ambassadeur de France La Chétardie à Saint-Pétersbourg[14]. Reprise des relations franco-russes, interrompues pendant la guerre de la Russie contre la Suède.
- 17 décembre : mariage du duc de Chartres avec Louise-Henriette de Bourbon[7].
- 20-23 décembre : nouveaux édits fiscaux enregistrés sans difficulté au Parlement de Paris[15].
- 21 décembre :
  - rétablissement de la caisse de crédit des marchés de Sceaux et de Poissy[13].
  - rétablissement des droits d’entrée sur le beurre, les œufs et le fromage à Paris[13].
- 23 décembre : le Parlement de Paris enregistre un édit du roi du mois de décembre sur l’augmentation des droits sur les offices de quais, halles, chantiers, places, foires et marchés de Paris[16].
- 29 décembre : le Parlement de Paris enregistre un édit du roi, donné à Versailles en décembre, qui accorde aux officiers des bureaux des finances la survivance de leurs offices, en faisant par eux le rachat du droit annuel[13]